# Deutsche Gesellschaft für Hochschuldidaktik
Die Deutsche Gesellschaft für Hochschuldidaktik e.V. (dghd) ist eine wissenschaftliche Fachgesellschaft aller an Hochschuldidaktik und Studienreform Interessierten im deutschsprachigen Raum (D-A-CH-Raum). Die dghd bietet ein Forum für hochschuldidaktische Forschung und Entwicklung, fördert die hochschuldidaktische Diskussion und nimmt Stellung zu wichtigen Fragen der Hochschullehre und des Studiums.

## Geschichte
Vorläufer der dghd ist der Arbeitskreis für Hochschuldidaktik (AHD), der sich 1967 innerhalb des Deutschen Hochschulverbandes konstituierte. Der Arbeitskreis ging in der 1971 gegründeten Arbeitsgemeinschaft für Hochschuldidaktik e.V. (AHD) auf. 2008 benannte sich die AHD in Deutsche Gesellschaft für Hochschuldidaktik (dghd) um.

## Ziele und Aufgaben
Ziel der Deutschen Gesellschaft für Hochschuldidaktik ist die hochschuldidaktische Forschung und Entwicklung, die Förderung des Austauschs zu hochschuldidaktischen Themen und das Anfertigen von Stellungnahmen zu Fragen von Hochschullehre und Hochschulstudium. Dies wird durch verschiedene Aktivitäten verwirklicht, wie z. B. die Veröffentlichung hochschuldidaktischer Schriftenreihen, die Sammlung und Verbreitung von Informationen zu Fragen der Hochschuldidaktik, die Organisation und Durchführung hochschuldidaktischer Tagungen und Seminare und die Förderung hochschuldidaktischer Projekte, die von Dritten betrieben werden. Die dghd trägt zur Förderung des wissenschaftlichen Nachwuchs durch ein Promovierendennetzwerk und die Verleihung des dghd-Nachwuchspreises für hochschuldidaktische Forschung bei.
Die dghd engagiert sich international. Sie ist Mitglied im International Consortium for Educational Development (ICED), dem internationalen Dachverband nationaler Organisationen, und vertritt dort die Deutsche Hochschuldidaktik.

## Struktur
Die Deutsche Gesellschaft für Hochschuldidaktik ist ein eingetragener Verein. Der Verein verfolgt gemeinnützige Zwecke. Der Vereinssitz ist in Hamburg und die Geschäftsstelle an der Universität Paderborn angesiedelt. Ein Vorstand, bestehend aus einem oder einer Vorsitzenden und vier weiteren Mitgliedern, führt die laufenden Geschäfte, stellt den Arbeitsplan auf und bestimmt das Arbeitsprogramm. Der Vorstand übt sein Amt für die Dauer von drei Jahren aus. Die Mitgliederversammlung als zentrales Organ tagt jährlich; sie wählt den Vorstand und setzt Kommissionen zur Erreichung der Vereinszwecke ein. Neben den Kommissionen (Akkreditierungskommission, Forschungskommission, Weiterbildungskommission sowie Kommission für Kommunikation und Öffentlichkeitsarbeit) organisieren sich die Mitglieder thematisch und strukturell in mehr als zehn Arbeitsgruppen.
Die dghd hat ca. 450 Mitglieder (Stand 2025), davon ca. 350 persönliche Mitglieder und 150 institutionelle Mitglieder (d. h. Hochschulen und Hochschuldidaktikeinrichtungen). Mitglieder des Vereins sind insbesondere Hochschuldidaktikerinnen und Hochschuldidaktiker, Lehrende, freiberuflich Tätige und an Hochschuldidaktik Interessierte sowie Hochschulen.

## Publikationen
Die dghd ist Herausgeberin der Buchreihe Blickpunkt Hochschuldidaktik, in der sie sich zu aktuellen Themen der Hochschullehre äußert. Seit 1969 sind bislang über 140 Bände (Tagungsbände und Themenbände) erschienen. Tagungspublikationen der dghd sind teilweise auch in der Zeitschrift die hochschullehre erschienen.
Der Blickwinkel (Blog der dghd) ergänzt seit 2023 die Buchreihe um eine inhaltliche Ebene, auf der tagesaktuelle wissenschaftliche Erkenntnisse und Praxisberichte geteilt werden.

## Tagungen
Seit 2024 veranstaltet die dghd im zweijährigen Rhythmus abwechselnd eine Arbeitstagung der Fachgesellschaft, die ausschließlich für Mitglieder der dghd geöffnet ist, im Wechsel mit der Fachtagung (ehemals Jahrestagung), die sich an alle Interessierten richtet.
Im Jahr 2022 fand die 50. Jahrestagung der dghd statt. Vorangegangene Jahrestagungen, ihre Ausrichtungsorte und Themen waren:
| Nr. | Jahr | Ort             | Thema |
| --- | ---- | --------------- | --- |
| 51  | 2025 | Frankfurt       | Schlüsselkompetenzen und Hochschuldidaktik: Bausteine für eine transformative Hochschullehre                       |
| 50  | 2022 | Paderborn       | Transformationen. Perspektiven auf eine postdigitale Hochschullehre                                                |
| 49  | 2020 | Berlin (online) | Hochschullehre als Gemeinschaftsaufgabe                                                                            |
| 48  | 2019 | Leipzig         | ReGeneration Hochschullehre. Kontinuität von Bildung, Qualitätsentwicklung und Hochschuldidaktischer Praxis        |
| 47  | 2018 | Karlsruhe       | Hochschuldidaktik als professionelle Verbindung von Forschung, Politik und Praxis                                  |
| 46  | 2017 | Köln            | Prinzip Hochschulentwicklung – Hochschuldidaktik zwischen Profilbildung und Wertefragen                            |
| 45  | 2016 | Bochum          | Gelingende Lehre: erkennen, entwickeln, etablieren                                                                 |
| 44  | 2015 | Paderborn       | Hochschuldidaktik im Dialog                                                                                        |
| 43  | 2014 | Braunschweig    | Leitkonzepte der Hochschuldidaktik: Theorie – Praxis – Empirie                                                     |
| 42  | 2013 | Magdeburg       | Professionalisierung der Hochschuldidaktik                                                                         |
| 41  | 2012 | Mainz           | Forschung im Fokus                                                                                                 |
| 40  | 2011 | München         | Lehrforschung wird Praxis – Hochschuldidaktische Forschungsergebnisse und ihre Integration in den Lehrzusammenhang |